# 戸井田和之選挙事務所襲撃事件
戸井田和之選挙事務所襲撃事件（といたかずゆきせんきょじむしょしゅうげきじけん）は、2010年12月12日の茨城県議会議員選挙投開票日当日に立候補者である戸井田和之の選挙事務所にトラックが突入したテロ事件である。

## 事件の概要
2010年12月12日10時35分頃、2010年茨城県議会議員選挙に石岡市選挙区から無所属で出馬した元自民党茨城県議会議員の戸井田は投票を終え選挙事務所に集まっていた。すると事務所の北西方向から白い保冷車が近づいているのが見えたが、戸井田は「宅配便かな」と思ってしばらく眺めていた。
すると保冷車はバックで急加速、事務所に二度衝突し、フェンスや壁を破壊した。そのまま保冷車は逃走しようとしたため事務所にいた戸井田の叔父が「何やってるんだ!! やめろっ!!」と保冷車のサイドミラーにしがみついたが保冷車は彼を振り落として左側の車輪で戸井田の叔父の腹部を轢き、さらに路地で別の乗用車と正面衝突しながらそのまま八郷方面へ逃走した。
戸井田はすぐに警察へ通報。叔父は救急車で石岡市内の病院に搬送、その後ドクターヘリで水戸市の病院に搬送されたが死亡が確認された。
一部始終を見ていた戸井田は「躊躇なく撥ねて行った」と証言している。近所の男性は「鼻や耳から血が出ていて呼びかけても返事もしない」と語った。
事務所には他にもスタッフや支持者ら十数人がいたがケガはなかった。

## 捜査
茨城県警察は未必の故意があったとみて殺人事件と断定、石岡警察署に捜査本部を設置し80人体制で犯人の行方を追った。また公職選挙法違反（選挙の自由妨害）にも該当すると見ている。

### 保冷車
犯行に使われた土浦ナンバーの保冷車はその後800メートル離れた住宅街の路上で発見された。警察が調べたところこの保冷車は市内の運送業者から盗まれた車だと判明した。運送業者によれば11日未明に鍵を差したまま駐車場に駐車、事件後の12日未明に確認するまで盗まれたことに気づいていなかった。
近くのスーパーの駐車場で12日9時半頃、白い乗用車から保冷車に乗り換える不審な男が目撃されており、その駐車場には11日朝から保冷車が駐車されているのも確認されている。白い乗用車の持ち主は「人に貸していた」と話している。

### 実行犯
犯人は灰色のスウェットを着用し、黒い目出し帽をかぶった痩せ型の男が1人で運転していた。
2011年1月15日に実行犯として山口組系暴力団幹部を器物損壊罪と窃盗罪の容疑で逮捕。犯行に使用された保冷車からは容疑者の指紋が検出され、また容疑者は戸井田と面識のある人物であった。容疑者は犯行を否認したが、2月4日に起訴された。2月5日には殺人罪の容疑で再逮捕され、2月25日に殺人罪で追起訴された。このほか共謀したとされる暴力団組員3人が窃盗罪容疑で逮捕されたが、不起訴処分となった。

## 事件の背景
石岡市選挙区は当初自民党現職2名による無投票とみられていたが、告示9日前に突然戸井田が立候補を表明、三つ巴の戦いとなっていた。
戸井田陣営には事件前からさまざまな嫌がらせを受けていることが明らかになっている。選挙戦当初から選挙カーのマイクとスピーカーを繋ぐコードを切断、生ごみを放棄されたり不必要な幅寄せを受けたりしていた。11日朝には選挙カーなど計6台の車のタイヤがパンクさせられていた。更に事務所には消火器の中身を噴出させられたり看板を破られていたりもした。しかし戸井田はパトカーの警備を受けながらの選挙活動は有権者へのイメージが悪くなるとして警察に届けていなかった。

### 選挙後
戸井田は同選挙でトップ当選を果たした。石岡市選挙区から立候補し当選した候補と落選した候補はそれぞれは「警察にはしっかりしてもらいたい」「なぜこういう事件が起きたか全く分からないが、亡くなった方には心より哀悼の意を表したい」と話した。戸井田は当選後、旧所属会派である自民党会派には属さず、無所属で活動した。2014年茨城県議会議員選挙にも無所属で立候補し、第2位で3選。2017年6月、自民党会派に復帰、2018年茨城県議会議員選挙には自民党公認候補として出馬し、第2位で4選。

## 裁判
器物損壊罪、窃盗罪、殺人罪で起訴された山口組系暴力団幹部の一審は2011年11月から12月かけて水戸地裁で裁判員裁判で行われた。公判は「犯人性」と「殺意の有無」と区分審理された2段階方式で行われた。
被告は無罪を主張したが、2011年12月22日、水戸地方裁判所は被告に対し殺人などの罪で懲役20年の有罪判決を言い渡した。被告は判決を不服として控訴したが、2012年7月11日、東京高等裁判所は一審判決を支持し棄却した。